# Rieka (dopływ Popradu)
Rieka – potok na Słowacji, lewy dopływ Popradu. Ma źródła na północno-wschodnim krańcu Magury Spiskiej. Ma kilka źródłowych cieków wypływających na wysokości około 950 m, na południowo-wschodnich stokach grzbietu łączącego Horbáľovą (1010 m) z wierzchołkiem 1084 m. Spływa początkowo przez porośnięte lasem stoki Magury Spiskiej, później wypływa na zabudowane tereny miejscowości Drużbaki Wyżne (Vyšné Ružbachy). Tutaj zasila ją lewoboczny dopływ – Zálažný potok. Po opuszczeniu zabudowanych terenów tej miejscowości płynie przez pola uprawne Kotliny Lubowelskiej i w miejscowości Drużbaki Niżne (Nižné Ružbachy) uchodzi do Popradu. Następuje to na wysokości około 550 m poza zabudowanym terenem